# Francesca Severi
Francesca Severi (née le 13 juillet 1991 à Bologne) est une joueuse italienne de volley-ball. Elle mesure 1,66 m et joue au poste de libero. 

## Clubs
| Club                     | Pays   | De        | À         |
| ------------------------ | ------ | --------- | --------- |
| Pol. Navile Bologna      | Italie | 2007-2008 | 2007-2008 |
| Idea Volley Bologna      | Italie | 2008-2009 | 2011-2012 |
| Volley 2002 Forlì        | Italie | 2012-2013 | 2012-2013 |
| Fortitudo Città di Rieti | Italie | 2013-2014 | …         |